# Seznam plastikových modelů z forem prostějovských Kovozávodů

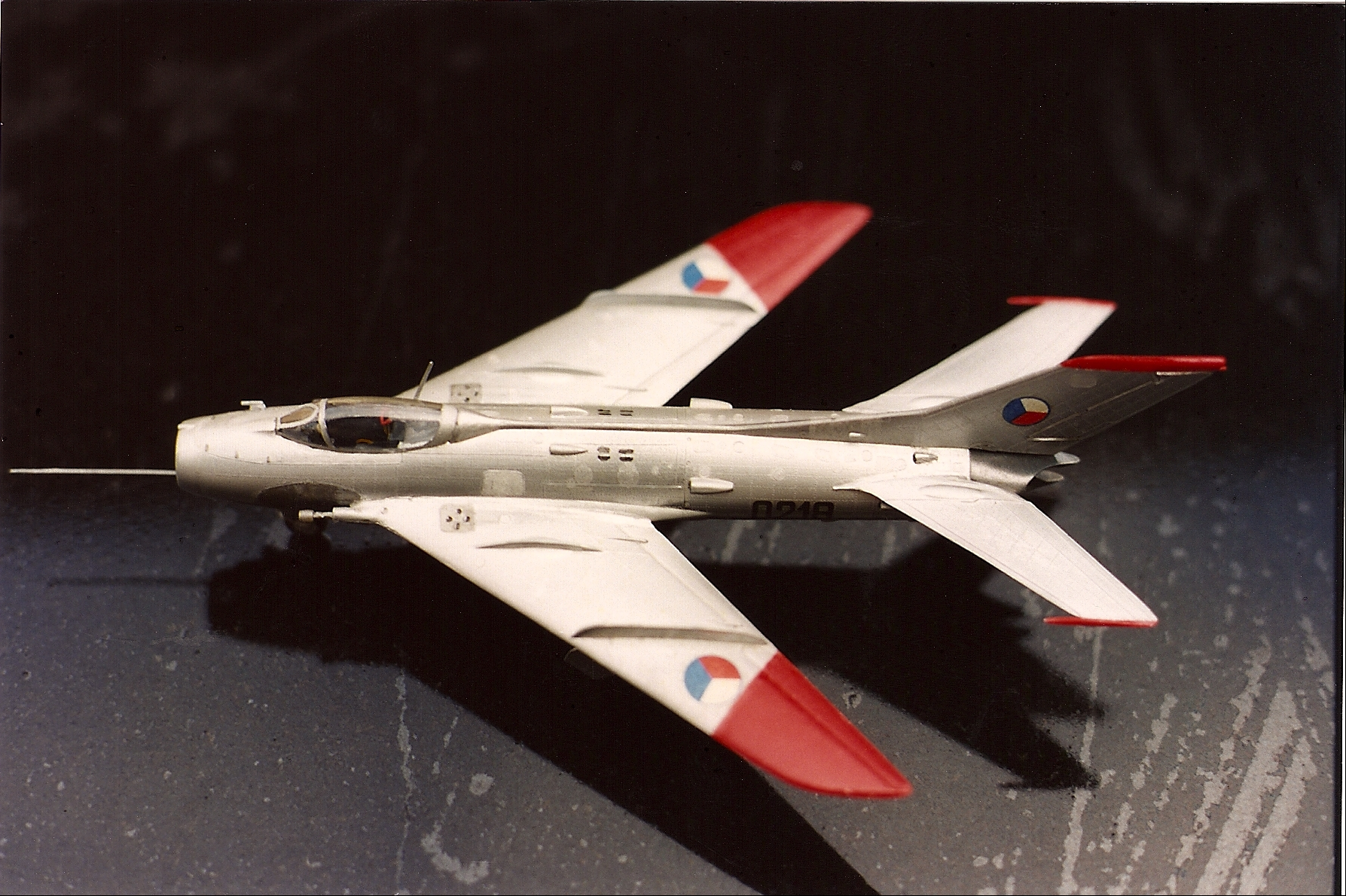
Sestavený model MiG-19 z produkce KP

Prostějovské Kovozávody vyrobily formy pro třicet vstřikovaných plastikových modelů letecké techniky používané československou armádou (ČSA, ČSLA), které v letech 1970–1991 postupně uvedly na trh. Všechny modely byly v měřítku 1:72. S výjimkou stíhacího letounu Supermarine Spitfire, uvedeného na trh v roce 1984, se jednalo o stroje vyráběné československými nebo sovětskými zbrojovkami. Přiložené obtiskové aršíky z tiskárny v Hradišťku pod Medníkem zpočátku neobsahovaly insignie Slovenských vzdušných zbraní, německé Luftwaffe, francouzské Armée de l'Air nebo Izraelského vojenského letectva, které se objevily až v reedicích vydávaných v devadesátých letech. Jaromír Hruban, ředitel státního podniku Kovozávody, založil 28. června 1991 společně s Herbertem Hetzelem společnost Kit Pro, která pro Kovozávody připravila formy pro několik dalších modelů. Patřily mezi ně Piper L-4 (1992), Convair XFY-1 Pogo (1993) a Mil Mi-4 (1994). V roce 1996 došlo k privatizaci tehdejšího prostějovského  státního podniku Kovozávody. Novým majitelem se stala firma KP – KOPRO, která převzala i výrobu plastikových modelů. V roce 2008 se vlastníci firmy KP – KOPRO (v té době již s.r.o.) rozhodli výrobu modelů v Prostějově ukončit. Formy na plastikové modely původních Kovozávodů převzala pražská firma AIRmolds. V roce 2009 byly veškeré formy prodány do Maďarska, kde byla celá série modelů opětovně vyráběna pod značkou KP MODELS. Po krátké maďarské zastávce se formy vrátily zpět do České republiky, když se v roce 2014 jejich vlastníkem stalo pražské družstvo Směr, které postupně uvádí vybrané modely znovu na trh.
| Č. | Rok  | Model                           |
| -- | ---- | ------------------------------- |
| 01 | 1970 | Aero L-29 Delfín                |
| 02 | 1971 | Avia B-534                      |
| 03 | 1971 | Iljušin Il-10/Avia B-33         |
| 04 | 1972 | MiG-19S                         |
| 05 | 1972 | Letov Š-328                     |
| 06 | 1973 | Lavočkin La-7                   |
| 07 | 1974 | MiG-17PF                        |
| 08 | 1974 | Avia B-35                       |
| 30 | 1975 | Polikarpov Po-2                 |
| 09 | 1976 | Aero C-3A (Siebel Si 204D)      |
| 10 | 1977 | Avia S-199                      |
| 11 | 1978 | Avia CS-199                     |
| 12 | 1979 | MiG-15                          |
| 13 | 1979 | MiG-15 UTI                      |
| 14 | 1980 | Avia C-2 (Arado Ar 96B)         |
| 15 | 1982 | Aero L-39 Albatros              |
| 16 | 1982 | Letov Š-16                      |
| 17 | 1981 | Avia B-21                       |
| 18 | 1981 | Jakovlev Jak-23                 |
| 19 | 1983 | MiG-21MF                        |
| 20 | 1984 | Supermarine Spitfire LF Mk.IX E |
| 21 | 1985 | Aero MB-200 (Bloch)             |
| 22 | 1985 | Avia BH-3                       |
| 23 | 1987 | Letov Š-231                     |
| 24 | 1986 | Lavočkin La-5FN                 |
| 25 | 1987 | Suchoj Su-7BKL                  |
| 26 | 1988 | Aero A-100                      |
| 27 | 1989 | Suchoj Su-25K                   |
| 28 | 1990 | Mil Mi-8/Mi-17                  |
| 29 | 1991 | Škoda D-1 (Dewoitine D-21C-1)   |